# Oulu Northern Lights
Gli Oulu Northern Lights sono una squadra di football americano di Oulu, in Finlandia, fondata nel 1982.
La formazione maschile milita in II-divisioona, mentre quella femminile ha vinto l'edizione 2012 della Naisten Vaahteraliiga.

## Dettaglio stagioni

### Tornei nazionali

#### Campionato

##### Vaahteraliiga
| Stagione | regular season | regular season | regular season | regular season | regular season | regular season | playoff | playoff | playoff | playoff | playoff | playoff   | playoff    |
|          | Vin            | Par            | Per            | Tot            | PF             | PS             | Vin     | Per     | Tot     | PF      | PS      | risultato | avversaria |
| -------- | -------------- | -------------- | -------------- | -------------- | -------------- | -------------- | ------- | ------- | ------- | ------- | ------- | --------- | ---------- |
| 1984     | 1              | 0              | 6              | 7              | 54             | 172            | -       | -       | -       | -       | -       | -         | -          |
| Totale   | 1              | 0              | 6              | 7              | 54             | 172            | -       | -       | -       | -       | -       |           |            |

Fonti: Enciclopedia del Football - A cura di Massimo Mezzetti

##### Naisten Vaahteraliiga
| Stagione | regular season | regular season | regular season | regular season | regular season | regular season | playoff | playoff | playoff | playoff | playoff | playoff     | playoff              |
|          | Vin            | Par            | Per            | Tot            | PF             | PS             | Vin     | Per     | Tot     | PF      | PS      | risultato   | avversaria           |
| -------- | -------------- | -------------- | -------------- | -------------- | -------------- | -------------- | ------- | ------- | ------- | ------- | ------- | ----------- | -------------------- |
| 2008     | 1              | 0              | 3              | 4              | 24             | 127            | 0       | 1       | 1       | 0       | 34      | Semifinale  | Helsinki Lady Demons |
| 2009     | 2              | 0              | 3              | 5              | 143            | 181            | 0       | 1       | 1       | 0       | 70      | Semifinale  | Helsinki Roosters    |
| 2010     | 2              | 0              | 3              | 5              | 170            | 136            | 0       | 1       | 1       | 14      | 68      | Semifinale  | Helsinki Roosters    |
| 2011     | 4              | 0              | 2              | 6              | 190            | 170            | 0       | 1       | 1       | 14      | 52      | Semifinale  | Helsinki Lady Demons |
| 2012     | 7              | 0              | 1              | 8              | 272            | 55             | 2       | 0       | 2       | 75      | 24      | Campionesse | Helsinki Lady Demons |
| 2013     | 3              | 0              | 4              | 7              | 170            | 191            | -       | -       | -       | -       | -       | -           | -                    |
| 2014     | 4              | 0              | 2              | 6              | 188            | 89             | 0       | 1       | 1       | 7       | 44      | Semifinale  | Helsinki Lady Demons |
| 2015     | 5              | 0              | 2              | 7              | 289            | 82             | 0       | 1       | 1       | 7       | 44      | Semifinale  | Helsinki Roosters    |
| 2016     | 2              | 0              | 5              | 7              | 82             | 180            | -       | -       | -       | -       | -       | -           | -                    |
| 2017     | 3              | 0              | 5              | 8              | 128            | 173            | 0       | 1       | 1       | 0       | 22      | Semifinale  | Helsinki Roosters    |
| 2023     | 0              | 0              | 6              | 6              | 57             | 225            | 0       | 1       | 1       | 18      | 33      | Semifinale  | Turku Trojans        |
| 2024     | 4              | 0              | 4              | 8              | 176            | 245            | 0       | 1       | 1       | 0       | 41      | Semifinale  | Turku Trojans        |
| Totale   | 37             | 0              | 40             | 77             | 1889           | 1854           | 2       | 9       | 11      | 135     | 432     |             |                      |

Fonti: Enciclopedia del Football - A cura di Massimo Mezzetti

##### I-divisioona
| Stagione | regular season | regular season | regular season | regular season | regular season | regular season | playoff | playoff | playoff | playoff | playoff | playoff       | playoff         |
|          | Vin            | Par            | Per            | Tot            | PF             | PS             | Vin     | Per     | Tot     | PF      | PS      | risultato     | avversaria      |
| -------- | -------------- | -------------- | -------------- | -------------- | -------------- | -------------- | ------- | ------- | ------- | ------- | ------- | ------------- | --------------- |
| 1983     | 5              | 0              | 0              | 5              | 139            | 21             | -       | -       | -       | -       | -       | Campioni      | -               |
| 2008     | 4              | 0              | 4              | 8              | 183            | 218            | 0       | 1       | 1       | 16      | 39      | Semifinale    | Pori Bears      |
| 2009     | 5              | 0              | 3              | 8              | 169            | 145            | 1       | 1       | 2       | 39      | 49      | Spagettimalja | Kuopio Steelers |
| 2010     | 4              | 0              | 4              | 8              | 165            | 190            | 1       | 1       | 2       | 51      | 58      | Spagettimalja | Vantaan TAFT    |
| 2013     | 6              | 0              | 4              | 10             | 310            | 154            | 1       | 1       | 2       | 46      | 80      | Spagettimalja | Turku Trojans   |
| 2014     | 2              | 0              | 6              | 8              | 71             | 282            | -       | -       | -       | -       | -       | -             | -               |
| 2015     | 0              | 0              | 9              | 9              | 78             | 532            | -       | -       | -       | -       | -       | -             | -               |
| 2023     | 0              | 0              | 6              | 6              | 66             | 225            | -       | -       | -       | -       | -       | -             | -               |
| 2024     | 1              | 0              | 5              | 6              | 61             | 248            | 0       | 1       | 1       | 0       | 63      | Semifinale    | Tampere Saints  |
| Totale   | 27             | 0              | 41             | 68             | 1222           | 2015           | 3       | 5       | 8       | 152     | 289     |               |                 |

Fonti: Enciclopedia del Football - A cura di Massimo Mezzetti

##### Naisten I-divisioona
| Stagione | regular season | regular season | regular season | regular season | regular season | regular season | playoff | playoff | playoff | playoff | playoff | playoff     | playoff        |
|          | Vin            | Par            | Per            | Tot            | PF             | PS             | Vin     | Per     | Tot     | PF      | PS      | risultato   | avversaria     |
| -------- | -------------- | -------------- | -------------- | -------------- | -------------- | -------------- | ------- | ------- | ------- | ------- | ------- | ----------- | -------------- |
| 2019     | 3              | 0              | 3              | 6              | 148            | 102            | -       | -       | -       | -       | -       | -           | -              |
| 2020     | 2              | 0              | 2              | 4              | 58             | 78             | 0       | 1       | 1       | 24      | 44      | Semifinale  | Kotka Eagles   |
| 2021     | 6              | 0              | 0              | 6              | 249            | 41             | 2       | 0       | 2       | 61      | 27      | Campionesse | Tampere Saints |
| 2022     | 5              | 0              | 0              | 5              | 249            | 6              | 2       | 0       | 2       | 58      | 6       | Campionesse | Kotka Eagles   |
| Totale   | 16             | 0              | 5              | 21             | 704            | 227            | 4       | 1       | 5       | 143     | 77      |             |                |

Fonti: Enciclopedia del Football - A cura di Massimo Mezzetti

##### II-divisioona
| Stagione | regular season | regular season | regular season | regular season | regular season | regular season | playoff | playoff | playoff | playoff | playoff | playoff    | playoff                  |
|          | Vin            | Par            | Per            | Tot            | PF             | PS             | Vin     | Per     | Tot     | PF      | PS      | risultato  | avversaria               |
| -------- | -------------- | -------------- | -------------- | -------------- | -------------- | -------------- | ------- | ------- | ------- | ------- | ------- | ---------- | ------------------------ |
| 2007     | 6              | 0              | 0              | 6              | 253            | 26             | 2       | 0       | 2       | 83      | 27      | Campioni   | Vaasa Vikings            |
| 2017     | 4              | 0              | 5              | 9              | 234            | 227            | -       | -       | -       | -       | -       | -          | -                        |
| 2019     | 4              | 0              | 2              | 6              | 109            | 75             | 1       | 1       | 2       | 60      | 76      | Semifinale | Porvoon Teurastajat      |
| 2020     | 3              | 0              | 1              | 4              | 211            | 46             | 0       | 1       | 1       | 17      | 21      | Semifinale | Helsinki Wolverines Blue |
| 2021     | 6              | 0              | 0              | 6              | 198            | 13             | 0       | 1       | 1       | 13      | 20      | Semifinale | Vantaan TAFT             |
| 2022     | 5              | 0              | 1              | 6              | 173            | 93             | 1       | 1       | 2       | 77      | 74      | Semifinale | Helsinki Wolverines Blue |
| 2023     | -              | -              | -              | -              | -              | -              | 0       | 1       | 1       | 16      | 28      | Semifinale | Kuusankoski Cowboys      |
| Totale   | 28             | 0              | 9              | 37             | 1178           | 480            | 4       | 5       | 9       | 266     | 246     |            |                          |

Fonti: Enciclopedia del Football - A cura di Massimo Mezzetti

##### Naisten II-divisioona
| Stagione | regular season | regular season | regular season | regular season | regular season | regular season | playoff | playoff | playoff | playoff | playoff | playoff     | playoff           |
|          | Vin            | Par            | Per            | Tot            | PF             | PS             | Vin     | Per     | Tot     | PF      | PS      | risultato   | avversaria        |
| -------- | -------------- | -------------- | -------------- | -------------- | -------------- | -------------- | ------- | ------- | ------- | ------- | ------- | ----------- | ----------------- |
| 2018     | 6              | 0              | 0              | 6              | 260            | 12             | 1       | 0       | 1       | 40      | 0       | Campionesse | Rovaniemi Nordmen |
| Totale   | 6              | 0              | 0              | 6              | 260            | 12             | 1       | 0       | 1       | 40      | 0       |             |                   |

Fonti: Enciclopedia del Football - A cura di Massimo Mezzetti

##### III-divisioona
| Stagione | regular season | regular season | regular season | regular season | regular season | regular season | playoff | playoff | playoff | playoff | playoff | playoff   | playoff      |
|          | Vin            | Par            | Per            | Tot            | PF             | PS             | Vin     | Per     | Tot     | PF      | PS      | risultato | avversaria   |
| -------- | -------------- | -------------- | -------------- | -------------- | -------------- | -------------- | ------- | ------- | ------- | ------- | ------- | --------- | ------------ |
| 2016     | 7              | 0              | 1              | 8              | 291            | 170            | 1       | 1       | 2       | 40      | 53      | Tinamalja | Kotka Eagles |
| Totale   | 7              | 0              | 1              | 8              | 291            | 170            | 1       | 1       | 2       | 40      | 53      |           |              |

Fonti: Enciclopedia del Football - A cura di Massimo Mezzetti

##### IV-divisioona
| Stagione | regular season | regular season | regular season | regular season | regular season | regular season | playoff | playoff | playoff | playoff | playoff | playoff   | playoff                  |
|          | Vin            | Par            | Per            | Tot            | PF             | PS             | Vin     | Per     | Tot     | PF      | PS      | risultato | avversaria               |
| -------- | -------------- | -------------- | -------------- | -------------- | -------------- | -------------- | ------- | ------- | ------- | ------- | ------- | --------- | ------------------------ |
| 2018     | 4              | 0              | 2              | 6              | 152            | 86             | 1       | 1       | 2       | 60      | 44      | Äijämalja | Helsinki Wolverines Pink |
| Totale   | 4              | 0              | 2              | 6              | 152            | 86             | 1       | 1       | 2       | 60      | 44      |           |                          |

Fonti: Enciclopedia del Football - A cura di Massimo Mezzetti

### Riepilogo fasi finali disputate
| Anno              | Luogo    | Evento                | Fase del torneo | Incontro                                        | Risultato    |
| 2 settembre 2007  | Oulu     | II-divisioona         | Finale          | Oulu Northern Lights - Vaasa Vikings            | 35 - 27      |
| 9 agosto 2008     | Helsinki | Naisten Vaahteraliiga | Semifinale      | Helsinki Lady Demons - Oulu Northern Lights     | 34 - 0       |
| 24 agosto 2008    | Pori     | I-divisioona          | Semifinale      | Pori Bears - Oulu Northern Lights               | 39 - 16      |
| 25 luglio 2009    | Helsinki | Naisten Vaahteraliiga | Semifinale      | Helsinki Roosters - Oulu Northern Lights        | 70 - 0       |
| 13 settembre 2009 | Kuopio   | I-divisioona          | Spagettimalja   | Kuopio Steelers - Oulu Northern Lights          | 31 - 17      |
| 18 luglio 2010    | Helsinki | Naisten Vaahteraliiga | Semifinale      | Helsinki Roosters - Oulu Northern Lights        | 68 - 14      |
| 28 agosto 2010    | Vantaa   | I-divisioona          | Spagettimalja   | Vantaan TAFT - Oulu Northern Lights             | 38 - 13      |
| 23 luglio 2011    | Helsinki | Naisten Vaahteraliiga | Semifinale      | Helsinki Lady Demons - Oulu Northern Lights     | 52 - 14      |
| 5 agosto 2012     | Helsinki | Naisten Vaahteraliiga | Finale          | Helsinki Lady Demons - Oulu Northern Lights     | 12 - 36      |
| 24 agosto 2013    | Turku    | I-divisioona          | Spagettimalja   | Turku Trojans - Oulu Northern Lights            | 46 - 8       |
| 23 agosto 2014    | Helsinki | Naisten Vaahteraliiga | Semifinale      | Helsinki Lady Demons - Oulu Northern Lights     | 44 - 7       |
| 5 settembre 2015  | Helsinki | Naisten Vaahteraliiga | Semifinale      | Helsinki Roosters - Oulu Northern Lights        | 44 - 7       |
| 28 agosto 2016    | Oulu     | III-divisioona        | Tinamalja       | Oulu Northern Lights - Kotka Eagles             | 28 - 46      |
| 19 agosto 2017    | Helsinki | Naisten Vaahteraliiga | Semifinale      | Helsinki Roosters - Oulu Northern Lights        | 22 - 0       |
| 5 agosto 2018     | Oulu     | Naisten II-divisioona | Finale          | Oulu Northern Lights - Rovaniemi Nordmen        | 40 - 0       |
| 26 agosto 2018    | Helsinki | IV-divisioona         | Äijämalja       | Helsinki Wolverines Pink - Oulu Northern Lights | 22 - 20      |
| 1º settembre 2019 | Porvoo   | II-divisioona         | Semifinale      | Porvoon Teurastajat - Oulu Northern Lights      | 52 - 15      |
| 23 agosto 2020    | Helsinki | II-divisioona         | Semifinale      | Helsinki Wolverines Blue - Oulu Northern Lights | 21 - 17      |
| 29 agosto 2020    | Kotka    | Naisten I-divisioona  | Semifinale      | Kotka Eagles - Oulu Northern Lights             | 44 - 24      |
| 4 settembre 2021  | Oulu     | II-divisioona         | Semifinale      | Oulu Northern Lights - Vantaan TAFT             | 13 - 20      |
| 4 settembre 2021  | Oulu     | Naisten I-divisioona  | Finale          | Oulu Northern Lights - Tampere Saints           | 26 - 21      |
| 14 agosto 2022    | Oulu     | II-divisioona         | Semifinale      | Oulu Northern Lights - Helsinki Wolverines Blue | 50 - 56 o.t. |
| 27 agosto 2022    | Oulu     | Naisten I-divisioona  | Finale          | Oulu Northern Lights - Kotka Eagles             | 34 - 6       |
| 4 agosto 2023     | Turku    | Naisten Vaahteraliiga | Semifinale      | Turku Trojans - Oulu Northern Lights            | 33 - 18      |
| 19 agosto 2023    | Oulu     | II-divisioona         | Semifinale      | Oulu Northern Lights - Kuusankoski Cowboys      | 16 - 28      |
| 3 agosto 2024     | Turku    | Naisten Vaahteraliiga | Semifinale      | Turku Trojans - Oulu Northern Lights            | 41 - 0       |
| 3 agosto 2024     | Tampere  | I-divisioona          | Semifinale      | Tampere Saints - Oulu Northern Lights           | 63 - 0       |

## Palmarès
- 1 Naisten Vaahteraliiga (2012)
- 2 Spagettimaljan (1983, 1998)
- 2 Naisten I-divisioona (2021, 2022)
- 2 II-divisioona (1994, 2007)
- 1 Naisten II-divisioona (2018)
- 1 Campionato Under-17 a 7 (2014)